# Mike Nock
Michael Anthony Nock (* 27. September 1940 in Christchurch, Neuseeland) ist ein neuseeländischer Pianist und Synthesizerpionier des Fusion- und Modern Jazz.

## Leben und Wirken
Nock erhielt eine erste musikalische Ausbildung durch seinen Vater und lernte dann autodidaktisch weiter. Mit vierzehn verließ er die Schule, um Musiker zu werden, mit achtzehn Jahren zog er nach Sydney, wo es zu ersten Plattenaufnahmen kam. 1960 spielte er mit einer eigenen Gruppe in London. Von 1961 bis 1962 studierte er am Berklee College of Music in Boston und spielte in dieser Zeit mit Herb Pomeroy, Pee Wee Russell, Coleman Hawkins, Benny Golson und Phil Woods, außerdem in der Hausband des Clubs Lennie’s on the Turnpike bei Boston. Er gehörte dann zur Band von Yusef Lateef, mit dem er auf Tournee ging. Anschließend arbeitete er in New York City mit Art Blakey, Wild Bill Davison, Sam Rivers, Sonny Stitt, Stanley Turrentine und Booker Ervin. 1967 trat er mit Steve Marcus auf dem Newport Jazz Festival auf. Dann ging er nach San Francisco und war 1967/68 Mitglied der Band von John Handy, aus der heraus mit Michael White, Ron McClure und Eddie Marshall die Rockjazz-Gruppe The Fourth Way entstand. Diese bis 1971 bestehende Band spielte eine „gleichwertige Mischung von akustischem Bop und freier Musik“ (Nock) und erwarb sich bei Auftritten auf den Festivals in Monterey (1968) und Montreux (1970) internationale Reputation. Anschließend war Nock als Studiomusiker und Komponist tätig und beschäftigte sich mit elektronischer Musik, trat aber auch mit Azteca und im Duo mit Steve Swallow auf. 1975 zog er wieder nach New York, wo er mit John Klemmer, Thad Jones, Tal Farlow, Jeremy Steig, Bob Mover und Eric Kloss arbeitete. 1978 veröffentlichte er zwei Soloplatten; auch nahm er im Trio mit Eddie Gomez und Jon Christensen das Album Ondas auf.
1985 nahm Nock eine Stelle als Lehrer am New South Wales Conservatory in Sydney an, wo er 2001 eine eigene Großformation präsentierte (CD Big Small Band). Er wirkte auch an Aufnahmen von Michael Brecker, John Abercrombie, Al Foster, Dave Liebman, Marty Ehrlich, Gordon Brisker und Peter O’Mara mit. Sein Album Open Door mit Drummer Frank Gibson wurde als Best Jazz Album des Jahres 1987 in den New Zealand Music Awards gewürdigt.

## Diskographische Hinweise
- Climbing (Tomato, 1979) mit Tom Harrell, John Abercrombie, David Friesen und Al Foster
- Ondas (ecm, 1981)
- In Out and Around (Timeless, 1989) mit Michael Brecker, George Mraz, Al Foster
- Touch (Birdland, 1993) solo
- Not We But One (Naxos Jazz, 1996) mit Anthony Cox, Tony Reedus
- The Waiting Game (Naxos Jazz, 1999) mit Marty Ehrlich
- Mike Nock & Dave Liebman Duologue: In Concert (Birdland, 2007)
- Here and Now (FMW, 2008) mit Ken Allars, Karl Laskowski, Ben Waples, James Waples
- Beginning and End of Knowing (2015), mit Laurence Pike
- This World (2019), mit Hamish Stuart, Julien Wilson, Jonathan Zwartz

### Lexigraphische Einträge
- Ian Carr, Digby Fairweather, Brian Priestley: Rough Guide Jazz. Der ultimative Führer zum Jazz. 1800 Bands und Künstler von den Anfängen bis heute. 2., erweiterte und aktualisierte Auflage. Metzler, Stuttgart/Weimar 2004, ISBN 3-476-01892-X.
- Martin Kunzler: Jazz-Lexikon. Band 2: M–Z (= rororo-Sachbuch. Bd. 16513). 2. Auflage. Rowohlt, Reinbek bei Hamburg 2004, ISBN 3-499-16513-9.
- Leonard Feather, Ira Gitler: The Biographical Encyclopedia of Jazz. Oxford University Press, New York 1999, ISBN 0-19-532000-X.

| Personendaten    | Personendaten                |
| ---------------- | ---------------------------- |
| NAME             | Nock, Mike                   |
| ALTERNATIVNAMEN  | Nock, Michael Anthony        |
| KURZBESCHREIBUNG | neuseeländischer Jazzmusiker |
| GEBURTSDATUM     | 27. September 1940           |
| GEBURTSORT       | Christchurch                 |